# Triplophyllum subquinquefidum
Triplophyllum subquinquefidum är en ormbunkeart som först beskrevs av Ambroise Marie François Joseph Palisot de Beauvois, och fick sitt nu gällande namn av Pichi-serm. Triplophyllum subquinquefidum ingår i släktet Triplophyllum och familjen Tectariaceae. Inga underarter finns listade.